# Special Boat Service

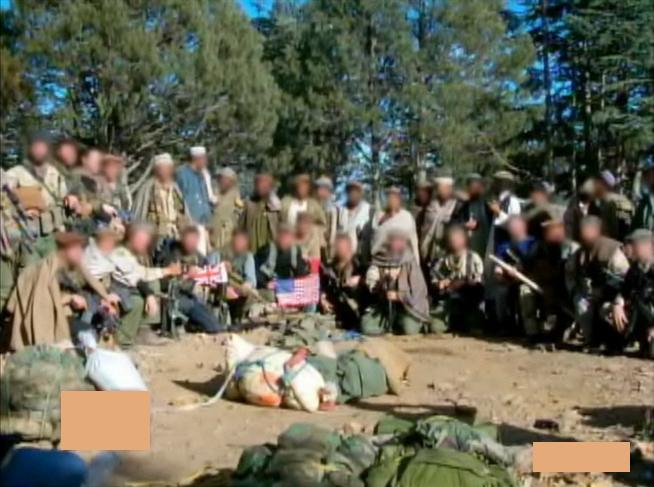
US Delta Force och kommandosoldater från British Special Boat Service vid Tora Bora år 2001.

SBS är ett brittiskt specialförband utbildat för strid och underrättelsetjänst i marin miljö på djupet av en fiendes territorium samt lågintensiv krigföring eller Military Operations Other Than War (MOOTW). Förbandet hette tidigare Special Boat Squadron.
SBS har likt flera moderna specialförband sina rötter i andra världskriget. SBS äger sin motsvarighet inom arméns Special Air Service men har haft en tydligare inriktning på marina operationer. De bägge förbanden lyder idag gemensamt under en brittisk stab för specialförband. Formellt är de dock en del av marinen och deras roll är ofta förknippad med litoral krigföring. Majoriteten av de aktiva har rekryterats från Royal Marine Commandos. Deras motto är "Genom styrka och list" ("By strength and guile"). Enheten är stationerad utanför Poole i Dorset i England i Storbritannien. Normalt består enheten av 100 till 200 personer. 
Fler tros dö under övningar än i faktiska strider.[källa behövs]

## Enheter
- C Squadron – Simmande och kanotburna operationer.
- M Squadron – Antiterrorism och bordning av fartyg. Uppdelad i undergrupper.
- S Squadron – Specialiserad på småbåtsoperationer och miniubåtar.
- X Squadron – Ibid.
- SBS(R) - Reservister.

## Historia
Enheten har funnits sedan 1940, har deltagit i både krig och ofred.